# Carretera Federal 72
La Carretera Federal 72 es una carretera Mexicana que recorre el estado de Nayarit, inicia en El Capomal donde entronca con la  Carretera Federal 15 y termina en Villa Juárez, tiene una longitud total de 38 km. 
Las carreteras federales de México se designan con números impares para rutas norte-sur y con números pares para las rutas este-oeste. Las designaciones numéricas ascienden hacia el sur de México para las rutas norte-sur y ascienden hacia el Este para las rutas este-oeste. Por lo tanto, la carretera federal 72, debido a su trayectoria de este-oeste, tiene la designación de número par, y por estar ubicada en el Norte de México le corresponde la designación N° 72.

## Trayecto

### Nayarit
- El Capomal – Carretera Federal 15
- Santiago Ixcuintla
- Amapa
- Cañada del Tabaco
- Los Otates
- Villa Juárez